# Pasati
Pasati su stalni planetarni vjetrovi (pušu tijekom cijele godine istog smjera na velike udaljenosti). 

## Opis pasata
Pušu iz područja suptropskih zemljopisnih širina (oko obratnica) prema ekvatoru. Nastaju zbog planetarne razlike u tlaku zraka (u prostoru oko obratnica je cijele godine visoki tlak zraka, a oko ekvatora niski). Pušu u cijelom području Zemlje u blizini ekvatora osim u jugoistočnoj i južnoj Aziji gdje umjesto njih pušu monsuni.
Pasati su na sjevernoj Zemljinoj polutci sjeveroistočnog smjera, a na južnoj jugoistočnog. Skretanje pasata se događa zbog Zemljine rotacije (da nje nema, pasati bi puhali u smjeru sjever-jug). U višim slojevima atmosfere pušu vjetrovi antipasati suprotnog smjera.
Pasati su jači i pravilniji na Zemljinoj južnoj polutci (na njoj prevladava more, dok na sjevernoj polutci kopnene mase utječu na smjer i jačinu pasata). U pravilu su pasati koji dolaze s mora vlažni, a s kopna suhi (npr. jugoistočnoj Africi jugoistočni pasat s Indijskog oceana donosi padaline, dok sjeveroistočnoj Africi sjeveroistočni pasat koji puše iz Azije donosi sušu).
U doba jedrenjaka su pasati bili značajni za plovidbu (posebno iz Europe u Ameriku). Naziv im dolazi od španjolske riječi pasar=proći.